# HD16530
HD16530 — хімічно пекулярна зоря спектрального класу A2, що має видиму зоряну величину в смузі V приблизно 7,5.
Вона  розташована на відстані близько 801,4 світлових років від Сонця.